# Neojanacus
Neojanacus là một loài ốc biển trong họ Hipponicidae.

## Các loài
Các loài trong chi Neojanacus gồm:
- Neojanacus perplexus Suter, 1907
- Neojanacus squamaeformis
- Neojanacus wharekuriensis Laws, 1935[2]